# 王瓘
王瓘（1422年—？），字廷用，河南河南府陝州人，軍籍，明朝政治人物。同進士出身。

## 生平
景泰元年（1450年）庚午科河南鄉試第九十七名。景泰五年（1454年）甲戌科會試第一百七十六名，殿試登進士第三甲第一百零四名。

## 家族
曾祖王良儀。祖父王義剛。父亲王郁。